# I Надёжный Флавиев легион
I Надежный Флавиев легион (лат. Legio I Flavia Constantia) — один из легионов поздней Римской империи.
Легион был, вероятно, создан в правление императора Констанция II, предположительно, из вексилляции, выделенной из I Надежного Флавиева Галльского легиона.
Вексилляции I Флавиева и I Парфянского легиона находились в 360 году в месопотамском городе Сингара. После захвата Сингары персидским царём Шапуром II все оставшиеся в живых солдаты были взяты в плен и отправлены в Персию. Согласно Notitia Dignitatum, в начале V века I Надежный Флавиев легион находился под командованием военного магистра Востока на востоке Римской империи и относился к разряду комитатов.